# 강감찬 (드라마)
《강감찬》은 1973년 10월 8일에서 1974년 1월 5일까지 방영한 한국방송공사의 일일연속사극이다. 고려 중기의 여요전쟁을 배경으로 한 최초의 장편 드라마이며 1973년에 진행된 낙성대 정비 사업에 맞춰서 방영되었다. 일일연속사극 《세종대왕》의 후속작으로 편성돼서 《세종대왕》의 극본을 담당한 이은성이 이어서 맡았다.
《한국방송사》에 의하면 "벽에 부딛쳐" 1974년 1월에 조기 종영했다고 한다. 이병훈 PD는 본작을 두고 "자료 수집에 많은 노력을 기울임"이라 언급했다. 1970년대 초엽에 방영한 드라마답게 영상은 전편 소실된 것으로 추정되나 국가기록원에 대본과 인물표가 보존되어 있어 영상 소실을 간주하더라도 편성표 줄거리 이상의 구체적인 내용 전개를 파악할 수 있다.

## 파악되는 줄거리
편성표 줄거리상으로는 거란의 1차 침공이 벌어진 993년에서 귀주대첩이 벌어진 1019년까지 극화한 것으로 추정된다.
993년 이전 사건으로 강감찬의 탄생과 장원급제를 다룬 회차가 편성표상 언급된다.
편성표상 확인되는 78개의 회차 중 성종 치세는 1~26회, 목종 치세는 27~62회, 현종 치세는 62~75회로 배분된다. 거란의 1차 침공은 1~9회, 2차 침공은 64~74회, 3차 침공은 75회에서 다룬다. 이중 3차 침공이 극도로 간략하게 다뤄진다.
목종 치세에 드라마의 절반 분량에 가까운 35회(27~62회)를 할애한 만큼 작중 가장 세밀하게 다뤄지는 사건사는 김치양과 천추태후의 전횡과 대량원군(현종)의 등극 과정이다.

## 등장인물
- 이 목록은 어디까지나 편성표상 확인 가능한 인물들을 다룬 것이다.

### 고려

#### 강감찬 일가
강감찬
演: 주현
본작의 주인공. 거란의 1차 침공 때 양규, 강조와 함께 문신들의 강화론 주장에 반대한다. 목종 치세에 김치양과 천추태후가 전횡을 일삼자 이에 대항해 대량원군을 암살 위협으로부터 보호한다. 목종과 뜻을 같이 해 강조의 반란을 획책함으로써 김치양을 제거하고 대량원군을 옹립한다. 거란의 2차 침공 때 예부시랑으로서 출진해서 맞서 싸운다. 그후 서북면 행영도통사를 제수받아 고려의 북방을 지키다가 거란의 3차 침공에 맞서 귀주대첩으로 적을 괴멸하는 대승리를 거둔다.
궁진
演: 미상
강감찬의 부친. 삼한벽상공신. 아들과 함께 혼란스러운 고려의 국정을 한탄한다.
강중찬
演: 미상
강감찬의 아우. 강조에게 현혹되어 강감찬에게 지탄받는다.

#### 고려 왕실
성종
演: 미상
고려의 6대 왕. 편성표상으로는 구체적인 행적이 거의 묘사되지 않는다. 쇠약해지자 개령군(목종)에게 양위한다.
목종
演: 미상
고려의 7대 왕. 성종에 의해 개령군으로 책봉돼 제위를 승계받지만 실권은 모후 천추태후와 김치양이 쥔다.모후와 김치양의 불륜행각과 충신 한언공의 순국에 충격받아 강감찬과 함께 강조의 반란을 획책해 김치양을 제거하고 대량원군에게 양위하려 한다. 결국 강조에 의해 폐위당한 후 적성현 촌가에서 생을 마감한다.
현종
演: 미상
고려의 8대 왕. 작중 대부분 대량원군으로 칭해진다. 기개있고 영민하다고 언급된다. 사수현에서 훗날의 원화왕후와 가난하게 지내던 중 김치양에게 위험요소로 주목받아 제거 위협에 시달린다. 강감찬에게 보호받아서 암살을 모면하고 끝내 강조에게 옹립되어 왕위에 오른다. 강조의 반란을 명분으로 거행된 거란의 침공에 강조가 붙잡히고 고려군이 패퇴하자 나주로 파천하지만 척화론에 골치를 겪는다. 이후 강감찬을 서북면 행영도통사로 제수한다.
천추태후
演: 미상
목종의 모후. 성종의 침소에서 소외당하는 굴욕도 겪으나 아들 목종이 즉위하자 간통대상인 김치양과 함께 국정을 전횡한다. 강감찬을 꺼려한다. 김치양의 아들을 낳으면서 이 전횡은 더욱 심해진다. 강조의 반란에 의해 목종과 더불어 행방불명이 된다. 목종은 죽음이 확실히 언급되는 반면 천추태후는 편성표상 언급이 끊긴다.
원화왕후
演: 미상
현종의 비. 현종이 사수현에서 지내던 무렵부터 이미 부부였다는 사실이 편성표에서 확인된다.
원정왕후
演: 미상
실제 역사에서는 현종의 제1비이나 편성표에서는 목종비로서 언급되며 포태했다는 소문에 대한 언급이 있다. 드라마상 오류인지 편성표상 오류인지는 불확실하다.

#### 고려 무신
강조
演: 남성우
거란의 1차 침공 때 양규와 강감찬과 함께 강화론에 반대한다.목종의 밀서를 받아 당혹해하나 야심에 따라 목종을 폐위시키고 대량원군을 옹립한다. 강조의 반란을 명분으로 침공한 거란에 맞서 싸워 삼수진에서 승리를 거두나 소배압의 결사대에 의해 생포된다. 역사대로 귀순을 제의받으나 거부한다. 편성표에서는 언급이 없으나 실제 역사대로 처형된 것으로 예상된다.
양규
演: 미상
거란의 1차 침공 때 문신들이 주장하는 강화론에 강감찬과 강조와 더불어 항의한다. 거란의 2차 침공 때는 흥화진에서 유격대를 조직해 거란군의 후방을 농락하는 활약을 보인다.
정신용
演: 미상
숭교사와 신혈사에서 대량원군을 제거하려는 김치양의 자객과 맞서 싸운다. 이후 거란의 2차 침공 때 양규와 정제와 더불어 흥화진으로 출진한다.
정제
演: 미상
정신용의 아우. 신혈사에서 대량원군을 제거하려는 김치양의 자객과 맞서 싸운다.이후 거란의 2차 침공 때 양규와 정신용과 더불어 흥화진으로 출진한다.

#### 고려 문신
서희
演: 미상
탁월한 외교력으로 담판에서 거란의 침공을 저지하는 공을 세우고 조공로를 명분삼아 강동 6주의 회복을 꾀한다. 그러나 김치양의 난정으로 인해 어지러운 고려의 국정을 걱정하며 숨을 거둔다. 강조의 야심을 경계한 것으로 묘사된다.
한언공
演: 미상
창작이 많이 가해진 인물로 병사한 실존인물과 달리 천추태후와 김치양의 전횡에 맞서 목종에게 대량원군 축출 음모를 알리는 등 충언을 거듭하다가 결국 형틀에서 목숨을 잃는다.노신 한언공의 죽음에 목종은 충격받는다.
김치양
演: 미상
천추태후와 간통을 일삼아 목종이 즉위하자 모후와의 관계를 이용해 조정 내 권신으로 발돋움한다. 대량원군을 눈엣가시로 여겨 제거하려 하나 강감찬이 저지한다. 천추태후와 낳은 아들이 커가며 더욱 권력이 강해지지만 목종과 강감찬이 획책한 강조의 반란으로 인해서 제거당한다. 성종 시대에도 승병을 조직해 서희 등에게 위험요소로 여겨졌다는 내용이 있다.

### 거란
소손녕
演: 미상
거란 정병 17만을 이끌고 고려를 침공하나 서희와의 담판에서 설득돼 다시 본국으로 돌아간다.
소배압
演: 미상
거란측 지휘관으로써 2, 3차 침공에 참전한다. 2차 침공 때는 결사대를 동원해 강조를 붙잡는 공을 세우나 3차 침공 때는 강감찬에게 귀주에서 대패한다.

## 에피소드 목록
- 아래 목록은 편성표상 재구성한 것으로 실제 방영과 얼마나 일치하는지는 알 수 없다. 현존하는 대본과 비교해야 더 명확히 알 수 있는 부분이다.
- 편성표에 기재된 회차 줄거리는 오류로 추정되는 부분은 임의로 바로잡고 띄어쓰기도 현대 기준에 맞춰서 적는다.

| 회차 | 방송일                               | 출연                                            | 편성표 줄거리 | 비고   |
| ---- | ------------------------------------ | ----------------------------------------------- | --- | ------ |
| -    | 1973.10.08 21:30-21:50               | 이선근, 이형구, 주현, 박근형, 이효춘, 김자옥 등 | | 전야제 |
| 1    | 1973.10.09 21:30-21:50               | 주현, 박근형, 이효춘, 김자옥, 김성옥, 신구 등   | "고려 성종 12년서기 993년 10월 글안은 소손녕 정병 17만으로 고려를 침략..." |        |
| 2    | 1973.10.10 21:30-21:50               |                                                 | "삼한벽상공신 궁진의 아들로 태어난 강감찬은 983년에 문과에 장원급제한다" |        |
| 3    | 1973.10.11 21:30-21:50               |                                                 | "어전회의에서 문신들은 강화론을 강력하게 주장하나 좌보궐 강감찬과 종당 용호군의 강조, 양규 등은 싸우자고 주장" |        |
| 4    | 1973.10.12 21:30-21:50               |                                                 | |        |
| 5    | 1973.10.13 21:30-21:50               | 주현, 박근형, 이효춘, 김자옥, 김성옥, 신구 등   | |        |
| 6    | 1973.10.15 21:30-21:50               |                                                 | "소손녕의 강화봉서를 놓고 조정은 또 다시 격론이 벌어진다" |        |
| 7    | 1973.10.16 21:30-21:50               |                                                 | "서희는 마침내 막중한 국운을 걸고 적장과 강화담판을 벌이기 위해 적진으로 향한다" |        |
| 8    | 1973.10.17 21:30-21:50               |                                                 | "기치창검이 정연한 글안 진영, 단신으로 적장 소손녕과 대좌한 서희는 팽팽한 위압감을 무시하고, 땅은 결코 내놓을 수 없다는 결의를 보인다"                                                                                                |        |
| 9    | 1973.10.18 21:30-21:50               |                                                 | "서희가 담판을 계속하는 동안 조정은 초조와 긴장 속에 잠겨있다" "글안의 진의를 간파한 서희는 회심의 미소를 짓는다" |        |
| 10   | 1973.10.19 21:30-21:50               |                                                 | "글안에 조공을 바치는데 방해되는 여진땅을 토벌, 국로를 개설해야 한다는 서희의 묘책에..." |        |
| 11   | 1973.10.20 21:30-21:50               |                                                 | "담판을 성공시킨 서희는 서경에 돌아와 성종께 글안 조공로를 명분삼아 철군하는 글안군을 따라 강동6주를 정벌할 것을 진언한다" |        |
| 12   | 1973.10.22 21:30-21:50               |                                                 | "강동6주를 얻어 성을 쌓고 변방 국경경비를 단단히 대비하는 고려의 총력태세를 깨드리는 중국 일각의 음모는...." |        |
| 13   | 1973.10.23 21:30-21:50               |                                                 | "정월 보름 연등회에 변복하고 남경으로 오라는 김치양의 밀서에 천추태후는 그리움에 몸부림친다" |        |
| 14   | 1973.10.24 21:30-21:50               |                                                 | "병부 개편에 강조가 물망에 오르자 그의 야심과 사조직을 꺼리는 서희는 반대한다" |        |
| 15   | 1973.10.25 21:30-21:50               | 주현, 박근형, 이효춘, 김자옥, 김성옥, 신구 등   | |        |
| 16   | 1973.10.26 21:40-22:00               |                                                 | |        |
| 17   | 1973.10.27 21:30-21:50               |                                                 | "김치양이 승병을 키우는 사실을 알고 서희를 위시한 조정 충신들이 대책을 숙론한다" |        |
| 18   | 1973.10.29 21:30-21:50               |                                                 | "날로 시국은 어수선하고 강감찬 부자는 모여 앉아 탄식을 하는데..." |        |
| 19   | 1973.10.30 21:30-21:50               |                                                 | "성종은 만승의 자리를 개령군에게 양위할 뜻이다" |        |
| 20   | 1973.10.31 21:30-21:50               |                                                 | "심혈사 김치양의 무리를 감시하던 호신은 발각되어 칼을 맞고 쓰러진다" |        |
| 21   | 1973.11.01 21:30-21:50               |                                                 | "성종의 침소 만녕전 앞에서 소외당한 천추태후는 분통을 터뜨린다" |        |
| 22   | 1973.11.02 21:30-21:50               |                                                 | "사수현의 대량원군과 원화 젊은 부부는 가난 속에서도 마음을 의지하고 단란하게 살아간다" |        |
| 23   | 1973.11.03 21:30-21:50               |                                                 | "개령군의 등극 소문에 김치양의 야심은 불타오르고 사수현 대량원군의 적소한 강감찬은..." |        |
| 24   | 1973.11.05 21:30-21:50               |                                                 | "천추태후를 손아귀에 쥔 김치양에겐 대량원군이란 존재가 눈의 가시같다. 사수현에서 대량군 부부를 모시고 오던 감찬은..." |        |
| 25   | 1973.11.06 21:30-21:50               |                                                 | "감찬의 집에 잠시 머문 대량원군, 감찬 일행은 그의 기개있고 영민한 모습에 흠모와 존경을 보낸다. 성종은 사경을 헤매고..." |        |
| 26   | 1973.11.07 21:30-21:50               |                                                 | |        |
| 27   | 1973.11.08 21:30-21:50               |                                                 | "성종이 붕어하고 개령군이 즉위하여 고려 7대 목종이 된다. 섭정을 맡은 천추태후 가슴은 복수와 야심에..." |        |
| 28   | 1973.11.09 21:30-21:50               |                                                 | "천추태후 일각에서는 실의를 쫓기 위한 무리와 천추태후가 김치양을 추대하고 조정대신의 숙청음모가 함께 시작되는데..." |        |
| 29   | 1973.11.10 21:30-21:50               |                                                 | "감찬과 서희를 거세시키자는 태후의 청을 뿌리치는 목종. 감찬은 천추전으로 태후를 알현하고..." |        |
| 30   | 1973.11.11 22:00-22:20               |                                                 | "거란 사신을 맞은 영접절차로 아뢰는 강감찬에게 태후는 냉랭히 물러가라 외친다" |        |
| 31   | 1973.11.14 22:00-22:20               |                                                 | "마침내 태후는 김치양을 합문사인의 벼슬에 앉히고 그 무리로 궁중인사가 개편되니 감찬은 삭탈관직을 당한다" |        |
| 32   | 1973.11.15 22:00-22:20               |                                                 | "감찬은 담담히 낙향을 결심하는데 김치양은 거드름을 피며 입궐한다. 문하시중 한언공은 산발하고 노구를 끌며..." |        |
| 33   | 1973.11.16 22:00-22:20               |                                                 | "태후는 김치양에게 우복야 겸 판삼사사의 벼슬을 내리니 고려조의 인사권과 재정권은 그의 손아귀에 잡힌다" |        |
| 34   | 1973.11.17 22:00-22:20               |                                                 | |        |
| 35   | 1973.11.19 22:00-22:20               |                                                 | "모후가 대량원군의 축출음모를 꾸민다는 한언공의 간언에 천추전의 납신 목종은 놀라운 장면을 보게 되는데..." |        |
| 36   | 1973.11.20 22:00-22:20               |                                                 | "김치양과 불륜의 관계를 맺고 있는 모후의 추악한 광경을 목격한 목종은 분노가 폭발, 칼을 빼어들고 천추전으로..." |        |
| 37   | 1973.11.21 22:00-22:20               |                                                 | "어지러운 국사를 통탄하면서 서희는 눈을 감는다. 천추전에선 태후와 김치양이 태연히 주연을 베풀고 목종은 침식을 전폐하고 술로 날을 보낸다"                                                                                              |        |
| 38   | 1973.11.22 22:00-22:20               |                                                 | "목종은 침식을 전폐하고 술로 날을 지새우니..." |        |
| 39   | 1973.11.23 22:00-22:20               |                                                 | |        |
| 40   | 1973.11.24 22:00-22:20               |                                                 | |        |
| 41   | 1973.11.26 22:00-22:20               |                                                 | "목종비 원정이 포태했다는 소문이..." |        |
| 42   | 1973.11.27 22:00-22:20               |                                                 | "강조에 현혹당한 동생을 책망하는 강감찬" "강조에 현혹당한 동생 중찬의 경거망동을 지탄하는 감찬 궁중에선 태후의 지령으로..." |        |
| 43   | 1973.11.28 22:00-22:20               |                                                 | |        |
| 44   | 1973.11.29 22:00-22:20               |                                                 | "태후가 김치양의 아이를 잉태했다는 놀라운 후문을 확인하고 강감찬은 등골이 오싹해진다" |        |
| 45   | 1973.11.30 22:00-22:20               |                                                 | "대량원군을 옹호하는 감찬의 집엔 불안과 긴장이 감도는데, 그날밤 치양이 보낸 자객이..." |        |
| 46   | 1973.12.01 22:00-22:20? 22:10-22:30? |                                                 | "숲속마다 치양의 심복들이 잠복한 낡은 숭고사. 대량원군은 치양의 속셈을 알아채자..." |        |
| 47   | 1973.12.03 20:40-21:00               |                                                 | "다시 부월을 메고 천추전으로 들어간 한언공. 늙은 몸을 바치기로 결심한 그 처참한 모습에 어린 목종의 가슴은 찢어질 듯하다" |        |
| 48   | 1973.12.04 20:40-21:00               |                                                 | "형틀을 준비하고 독기를 품은 천추태후의 발치에서 원한과 통탄어린 눈빛으로 상소문도 울부짖던 한언공 대감은 끝내 숨을 거두니..." |        |
| 49   | 1973.12.05 20:40-21:00               |                                                 | "형틀을 준비하고 독기를 품은 천추태후의 발치에서 원한과 통탄어린 눈빛으로 상소문도 울부짖던 한언공 대감은 끝내 숨을 거두니..." "한언공 대감이 숨을 거두자 하늘도 우는 듯 천둥이 친다 그밤으로 입궐하라는 칙지가 감찬에게 내려지니..." |        |
| 50   | 1973.12.06 20:40-21:00               |                                                 | "아닌 밤중에 감찬을 불러들인 목종은 대량원군에 양위할 뜻을 비치니..." |        |
| 51   | 1973.12.07 20:40-21:00               |                                                 | "생모 천추태후가 김치양과 불륜의 씨를 잉태한 기막힌 현실 속에 강감찬은..." |        |
| 52   | 1973.12.08 20:40-21:00               |                                                 | |        |
| 53   | 1973.12.10 20:40-21:00               |                                                 | "목종으로부터 은밀히 직첩을 받은 감찬은 정신용을 보내 숭교사 대량원군을 보호케 하고 한편으론 강조의 군사를 일으켜 치양을 거세키로 하는데..." "감찬은 숭교사의 대량원군을 보호하는 한편 치양을 거세할 계책을 꾸미기 시작한다"          |        |
| 54   | 1973.12.11 20:40-21:00               |                                                 | "대량원군 독살 계략이 탄로나자 치양의 자객과 정제는 필사의 혈투를 벌인다" |        |
| 55   | 1973.12.12 20:40-21:00               |                                                 | "목종과 강감찬은 은밀히 강조의 군사를 일으킬 칙지를 내린다" |        |
| 56   | 1973.12.13 20:40-21:00               |                                                 | "김치양의 세력은 천추태후가 난 자식이 커가자 더욱 커지고 목종은 더욱 몸이 쇠약해진다" |        |
| 57   | 1973.12.14 20:40-21:00               |                                                 | "치양 일당이 목종 침실에까지 침입, 협박하는 속에 감찬은 죽기를 결심하고 상감을 호위한다" |        |
| 58   | 1973.12.15 20:40-21:00               |                                                 | "대량원군이 피신한 신혈사에서 감찬이 보낸 정신용 형제와 치양의 자객들은 필사의 혈투를 벌인다" |        |
| 59   | 1973.12.17 20:40-21:00               |                                                 | "상감의 밀서를 받아쥔 강조는 당혹한다. 목종 곁에 있는 강감찬을 의식한 강조 대량원군을 옹립 새 조정을 꾸밀 야심으로 드디어..." |        |
| 60   | 1973.12.18 20:40-21:00               |                                                 | "강조의 군사가 개경에 돌입하니 궁중은 아비규환 수라장이 된다. 발악이 극에 달한 치양은 천추태후를 끌고 내전으로 가다 감찬에게 체포당한다"                                                                                              |        |
| 61   | 1973.12.19 20:40-21:00               |                                                 | "난리통에 목종과 천추태후의 행방이 묘연해진다. 감찬의 집에 피신했던 대량원군은..." |        |
| 62   | 1973.12.20 20:40-21:00               |                                                 | |        |
| 63   | 1973.12.21 20:40-21:00               |                                                 | "강조에 날조된 서약에 목종은 적성현 촌가에서 한많은 일생을 마친다" |        |
| 64   | 1973.12.22 20:40-21:00               |                                                 | "거란이 40만 대군을 일으켜 강조의 죄를 물으니" |        |
| 65   | 1973.12.23 20:40-21:00               |                                                 | "글안의 외침에 대급해진 궁중에서는 현종과 감찬이 강조의 거세를 뒤로 미루고 일치단결, 글안과 싸울 채비를 차린다..." |        |
| 66   | 1973.12.25 20:40-21:00               |                                                 | "고려는 마침내 현종의 단안으로 강조를 행영도홍사로 삼고 양규 정신용 정제 형제를 홍화진으로 파병..." |        |
| 67   | 1973.12.26 20:40-21:00               |                                                 | "강감찬은 정4품 예부시랑으로 삼아 거란과 일전을 겨누는데..." |        |
| 68   | 1973.12.27 20:40-21:00               |                                                 | "거란과 일전을 겨누는 강감찬" |        |
| 69   | 1973.12.28 20:50-21:10               |                                                 | "홍화진의 양규는 첩첩이 싸인 3만의 적진을 12번이나 야습을 감행, 13의 적장과 5천 3백의 적병을 베어 글안의 후진을 교란시키니..." |        |
| 70   | 1973.12.29 20:40-21:00? 21:00-21:20? |                                                 | "삼수진에서 글안군의 예봉을 꺾어 승전을 올렸다는 강조의 장계를 받고 현종은 기뻐한다" |        |
| 71   | 1974.01.01 20:40-21:00               |                                                 | "삼수진에서 글안의 예봉을 꺾고 2만이 넘는 적병을 무찔렀다는 강조의 장계에 궁중은 환희에 싸인다" |        |
| 72   | 1974.01.02 20:40-21:00               |                                                 | "소배압이 이끄는 글안의 결사대에 강조가 생포되자 고려군은 허물어지고 조정은 허탈감에 빠진다" |        |
| 73   | 1974.01.03 20:40-21:00               |                                                 | "글안 진영에서 강조는 귀순을 권유받으나 굴하지 않는다" |        |
| 74   | 1974.01.04 20:40-21:00               |                                                 | "감찬의 상주를 들어 현종은 나주로 파천하고 텅빈 성내에 패잔병과 시체만이..." |        |
| 75   | 1974.01.05 20:40-21:00               |                                                 | "나주에 파천한 현종은 글안 성종에게 친조하기를 약속한다. 개경에 복위한 현종은 감찬을 서북면 행영도통사로 임명한다" "마지막회- 고려에 재침입한 글안은 감찬의 구주대첩으로 십만대군을 잃는다"                                           |        |
| -    | 1974.01.07 20:40-21:00               |                                                 | "마침내 글안군은 개경에 도달한다. 나주로 파천한 현종은 척화론에 골치를 앓고 텅빈 개경 성내엔 파잔병과 백성들이" |        |
| -    | 1974.01.08 20:40-21:00               |                                                 | "나주로 파천한 현종은 척화론에 골치를 썩이는데 텅빈 개경 성내엔 시체만이 즐비하다" |        |
| -    | 1974.01.09 20:40-21:00               |                                                 | "강감찬의 귀주대첩으로 고려는 마침내 승리를 거두게 되고 글안군은 물러간다" "현종은 강감찬을 서북면 행영도통사로 삼아 북방경비를 강화하다가 글안의 재차 침입을 당한다"                                                                 |        |

### 내용주
1. ↑  편성표상 실제로 확인되는 회차들은 78회이나 마지막 3회의 편성표 줄거리를 보면 기존 내용의 재방송으로 추정됨으로써 실질적으로 75회 방영으로 추산된다. 또한 1973년 12월 6일 동아일보 편성표에서는 편성표상 확인되는 51회가 아닌 50회로 표기되어 있는데 이게 맞다면 총 74회가 된다.

### 참고주
1. ↑  《한국방송사》. 1977.06. 584쪽.
2. ↑  《TV 史劇의 변천과 특성에 관한 연구》. 1997. 132쪽.
3. ↑  대본은 총 4부로 나뉘어 있다. 예시로 1부만 인용한다. 각 부마다 몇회를 포괄하는지 명시돼 있지 않다.“강감찬 1974 (1) (작가 : 이은성)”. 《국가기록원》. 행정안전부. 1973.10.08. 2023.10.03에 확인함.
4. ↑  “강감찬 (인물표) (작가 : 이은성)”. 《국가기록원》. 행정안전부. 1973.10.08. 2023.10.03에 확인함.
5. 1 2 3  “TV 프로”. 조선일보. 1973.10.09. 8면. 2023.09.19에 확인함. : "고려 성종 12년 10월 글안은 소손녕 정병 17만으로 고려를 침략..."
6. 1 2  “텔리비전”. 경향신문. 1974.01.09. 6면. 2023.09.25에 확인함. : "강감찬의 귀주대첩으로 고려는 마침내 승리를 거두게 되고 글안군은 물러간다"
7. 1 2  “TV 프로”. 조선일보. 1973.10.10. 8면. 2023.09.19에 확인함. : "삼한벽상공신 궁진의 아들로 태어난 강감찬은 983년에 문과에 장원급제한다"
8. 1 2 3 4  “TV 프로”. 조선일보. 1973.10.11. 6면. 2023.09.19에 확인함. : "어전회의에서 문신들은 강화론을 강력하게 주장하나 좌보궐 강감찬과 종당 용호군의 강조, 양규 등은 싸우자고 주장"
9. 1 2 3 4 5 6 7  “TV 프로”. 조선일보. 1973.11.04. 8면. 2023.09.20에 확인함. : "천추태후를 손아귀에 쥔 김치양에겐 대량원군이란 존재가 눈의 가시같다. 사수현에서 대량군 부부를 모시고 오던 감찬은..."
10. 1 2 3  “텔레비존·라디오프로”. 동아일보. 1973.12.06. 8면. 2023.09.20에 확인함. : "아닌 밤중에 감찬을 불러들인 목종은 대량원군에 양위할 뜻을 비치니..."
11. 1 2  “텔리비전”. 경향신문. 1973.12.12. 8면. 2023.09.20에 확인함. : "목종과 강감찬은 은밀히 강조의 군사를 일으킬 칙지를 내린다"
12. 1 2 3  “TV프로”. 조선일보. 1973.12.18. 8면. 2023.09.20에 확인함. : "강조의 군사가 개경에 돌입하니 궁중은 아비규환 수라장이 된다. 발악이 극에 달한 치양은 천추태후를 끌고 내전으로 가다 감찬에게 체포당한다"
13. 1 2  “텔리비전”. 매일경제. 1973.12.26. 8면. 2023.09.20에 확인함. : "강감찬은 정4품 예부시랑으로 삼아 거란과 일전을 겨누는데..."
14. 1 2 3  “TV 프로”. 조선일보. 1974.01.05. 6면. 2023.09.25에 확인함. : "나주에 파천한 현종은 글안 성종에게 친조하기를 약속한다. 개경에 복위한 현종은 감찬을 서북면 행영도통사로 임명한다"
15. 1 2 3  “텔리비전”. 경향신문. 1974.01.05. 8면. 2023.09.25에 확인함. : "마지막회- 고려에 재침입한 글안은 감찬의 구주대첩으로 십만대군을 잃는다"
16. 1 2  “텔리비전”. 매일경제. 1973.10.29. 8면. 2023.09.20에 확인함. : "날로 시국은 어수선하고 강감찬 부자는 모여 앉아 탄식을 하는데..."
17. 1 2  “텔레비존·라디오프로”. 동아일보. 1973.11.27. 6면. 2023.09.20에 확인함. : "강조에 현혹당한 동생 중찬의 경거망동을 지탄하는 감찬 궁중에선 태후의 지령으로..."
18. 1 2  “텔리비전”. 매일경제. 1973.10.30. 8면. 2023.09.20에 확인함. : "성종은 만승의 자리를 개녕군에게 양위할 뜻이다"
19. 1 2 3  “텔레비존·라디오프로”. 동아일보. 1973.11.08. 8면. 2023.09.20에 확인함. : "성종이 붕어하고 개령군이 즉위하여 고려 7대 목종이 된다. 섭정을 맡은 천추태후 가슴은 복수와 야심에..."
20. 1 2 3  “TV 프로”. 조선일보. 1973.11.15. 8면. 2023.09.20에 확인함. : "태후는 김치양에게 우복야 겸 관삼사사의 벼슬을 내리니 고려조의 인사권과 재정권은 그의 손아귀에 잡힌다."
21. 1 2  “TV 프로”. 조선일보. 1973.11.20. 8면. 2023.09.20에 확인함. : "김치양과 불륜의 관계를 맺고 있는 모후의 추악한 광경을 목격한 목종은 분노가 폭발, 칼을 빼어들고 천추전으로..."
22. 1 2 3  “TV프로”. 조선일보. 1973.12.02. 8면. 2023.09.20에 확인함. : "다시 부월을 메고 천추전으로 들어간 한언공. 늙은 몸을 바치기로 결심한 그 처참한 모습에 어린 목종의 가슴은 찢어질 듯하다."
23. 1 2  “텔레비존프로”. 동아일보. 1973.12.21. 8면. 2023.09.20에 확인함. : "강조에 날조된 서약에 목종은 적성현 촌가에서 한많은 일생을 마친다"
24. 1 2  “TV 프로”. 조선일보. 1973.11.06. 8면. 2023.09.20에 확인함. : "감찬의 집에 잠시 머문 대량원군, 감찬 일행은 그의 기개있고 영민한 모습에 흠모와 존경을 보낸다. 성종은 사경을 헤매고..."
25. 1 2 3  “TV 프로”. 조선일보. 1973.11.02. 8면. 2023.09.20에 확인함. : "사수현의 대량원군과 원화 젊은 부부는 가난 속에서도 마음을 의지하고 단란하게 살아간다"
26. 1 2  “텔레비전”. 경향신문. 1973.11.30. 6면. 2023.09.20에 확인함. : "대량원군을 옹호하는 감찬의 집엔 불안과 긴장이 감도는데, 그날밤 치양이 보낸 자객이..."
27. 1 2 3  “TV프로”. 조선일보. 1973.12.16. 8면. 2023.09.20에 확인함. : "상감의 밀서를 받아쥔 강조는 당혹한다. 목종 곁에 있는 강감찬을 의식한 강조 대량원군을 옹립 새 조정을 꾸밀 야심으로 드디어..."
28. 1 2  “TV 프로”. 조선일보. 1974.01.06. 6면. 2023.09.25에 확인함. : "마침내 글안군은 개경에 도달한다. 나주로 파천한 현종은 척화론에 골치를 앓고 텅빈 개경 성내엔 파잔병과 백성들이"
29. 1 2  “텔레비존·라디오프로”. 동아일보. 1973.11.01. 8면. 2023.09.20에 확인함. : "성종의 침소 만녕전 앞에서 소외당한 천추태후는 분통을 터뜨린다"
30. 1 2  “TV 프로”. 조선일보. 1973.11.12. 8면. 2023.09.20에 확인함. : "거란 사신을 맞은 영접절차로 아뢰는 강감찬에게 태후는 냉랭히 물러가라 외친다"
31. 1 2 3  “텔레비존·라디오프로”. 동아일보. 1973.12.13. 8면. 2023.09.20에 확인함. : "김치양의 세력은 천추태후가 난 자식이 커가자 더욱 커지고 목종은 더욱 몸이 쇠약해진다"
32. 1 2 3  “TV프로”. 조선일보. 1973.12.19. 8면. 2023.09.20에 확인함. : "난리통에 목종과 천추태후의 행방이 묘연해진다. 감찬의 집에 피신했던 대량원군은..."
33. 1 2  “텔리비전”. 메일경제. 1973.11.26. 8면. 2023.09.20에 확인함. : "목종비 원정이 포태했다는 소문이..."
34. ↑  장경순 (2015.04.26). “김종서를 매섭게 꾸짖은 황희 정승”. 초이스경제. 2023.09.20에 확인함. : "태종역의 남성우는 1970년대의 유동근에 해당하는 배우다. 굵직한 외모와 부리부리한 눈초리, 무게감 있는 목소리가 군왕의 카리스마에 제격이었다. 몇 년 앞선 드라마 ‘강감찬’에서는 거란 성종의 40만 침략에 맞선 고려군 총사령관 강조로 등장했었다."
35. 1 2  “新正連休(신정연휴) 텔리비전·라디오 프로”. 경향신문. 1973.12.29. 8면. 2023.09.20에 확인함. : "삼수진에서 글안의 예봉을 꺾고 2만이 넘는 적병을 무찔렀다는 강조의 장계에 궁중은 환희에 싸인다"
36. 1 2 3  “新正連休(신정연휴) 텔리비전·라디오 프로”. 경향신문. 1973.12.29. 8면. 2023.09.20에 확인함. : "소배압이 이끄는 글안의 결사대에 강조가 생포되자 고려군은 허물어지고 조정은 허탈감에 빠진다"
37. 1 2  “新正連休(신정연휴) 텔리비전·라디오 프로”. 경향신문. 1973.12.29. 8면. 2023.09.20에 확인함. : "글안 진영에서 강조는 귀순을 권유받으나 굴하지 않는다"
38. 1 2  “TV프로”. 조선일보. 1973.12.28. 8면. 2023.09.20에 확인함. : "홍화진의 양규는 첩첩이 싸인 3만의 적진을 12번이나 야습을 감행, 13의 적장과 5천 3백의 적병을 베어 글안의 후진을 교란시키니..."
39. 1 2  “TV 프로”. 조선일보. 1973.12.09. 8면. 2023.09.20에 확인함. : "목종으로부터 은밀히 직첩을 받은 감찬은 정신용을 보내 숭교사 대량원군을 보호케 하고 한편으론 강조의 군사를 일으켜 치양을 거세키로 하는데..."
40. 1 2 3  “텔레비존·라디오프로”. 동아일보. 1973.12.15. 8면. 2023.09.20에 확인함. : "대량원군이 피신한 신혈사에서 감찬이 보낸 정신용 형제와 치양의 자객들은 필사의 혈투를 벌인다"
41. 1 2 3  “TV프로”. 조선일보. 1973.12.25. 8면. 2023.09.20에 확인함. : "고려는 마침내 현종의 단안으로 강조를 행영도홍사로 삼고 양규 정신용 정제 형제를 홍화진으로 파병..."
42. 1 2 3  “TV 프로”. 조선일보. 1973.10.20. 8면. 2023.09.20에 확인함. : "담판을 성공시킨 서희는 서경에 돌아와 성종께 글안 조공로를 명분삼아 철군하는 글안군을 따라 강동6주를 정벌할 것을 진언한다"
43. 1 2  “TV 프로”. 조선일보. 1973.11.21. 8면. 2023.09.20에 확인함. : "어지러운 국사를 통탄하면서 서희는 눈을 감는다. 천추전에선 태후와 김치양이 태연히 주연을 베풀고 목종은 침식을 전폐하고 술로 날을 보낸다"
44. 1 2  “TV 프로”. 조선일보. 1973.10.24. 8면. 2023.09.20에 확인함. : "병부 개편에 강조가 물망에 오르자 그의 야심과 사조직을 꺼리는 서희는 반대한다"
45. 1 2  “TV 프로”. 조선일보. 1973.11.18. 8면. 2023.09.20에 확인함. : "모후가 대량원군의 축출음모를 꾸민다는 한언공의 간언에 천추전의 납신 목종은 놀라운 장면을 보게 되는데..."
46. 1 2  “텔레비존·라디오프로”. 동아일보. 1973.12.04. 8면. 2023.09.20에 확인함. : "형틀을 준비하고 독기를 품은 천추태후의 발치에서 원한과 통탄어린 눈빛으로 상소문도 울부짖던 한언공 대감은 끝내 숨을 거두니..."
47. 1 2  “텔리비전”. 매일경제. 1973.10.27. 8면. 2023.09.20에 확인함. : "김치양이 승병을 키우는 사실을 알고 서희를 위시한 조정 충신들이 대책을 숙론한다."
48. 1 2  “텔레비존·라디오프로”. 동아일보. 1973.10.08. 8면. 2023.09.19에 확인함.
49. ↑  “텔레비존·라디오프로”. 동아일보. 1973.10.09. 8면. 2023.09.19에 확인함.
50. ↑  “텔리비전”. 매일경제. 1973.10.13. 8면. 2023.09.19에 확인함.
51. ↑  “텔리비전”. 매일경제. 1973.10.15. 8면. 2023.09.19에 확인함. : "소손녕의 강화봉서를 놓고 조정은 또 다시 격론이 벌어진다"
52. ↑  “텔레비존·라디오프로”. 동아일보. 1973.10.16. 6면. 2023.09.19에 확인함. : "서희는 마침내 막중한 국운을 걸고 적장과 강화담판을 벌이기 위해 적진으로 향한다"
53. ↑  “TV프로”. 조선일보. 1973.10.17. 8면. 2023.09.19에 확인함. : "기치창검이 정연한 글안 진영, 단신으로 적장 소손녕과 대좌한 서희는 팽팽한 위압감을 무시하고, 땅은 결코 내놓을 수 없다는 결의를 보인다"
54. ↑  “텔레비존·라디오프로”. 동아일보. 1973.10.18. 6면. 2023.09.20에 확인함. : "서희가 담판을 계속하는 동안 조정은 초조와 긴장 속에 잠겨있다"
55. ↑  “텔리비전”. 경향신문. 1973.10.18. 6면. 2023.09.20에 확인함. : "글안의 진의를 간파한 서희는 회심의 미소를 짓는다"
56. ↑  “텔레비존·라디오프로”. 동아일보. 1973.10.18. 6면. 2023.09.20에 확인함. : 글안에 조공을 바치는데 방해되는 여진땅을 토벌, 국로를 개설해야 한다는 서희의 묘책에...
57. ↑  “TV 프로”. 조선일보. 1973.10.21. 8면. 2023.09.20에 확인함. : "강동6주를 얻어 성을 쌓고 변방 국경경비를 단단히 대비하는 고려의 총력태세를 깨드리는 중국 일각의 음모는...."
58. ↑  “TV 프로”. 조선일보. 1973.10.23. 8면. 2023.09.20에 확인함. "정월 보름 연등회에 변복하고 남경으로 오라는 김치양의 밀서에 천추태후는 그리움에 몸부림친다"
59. ↑  “텔리비전”. 매일경제. 1973.10.25. 8면. 2023.09.20에 확인함.
60. ↑  편성표에 의하면 충주 비료공장 준공 보도특집으로 인해서 10분 늦게 방영.“텔리비전”. 매일경제. 1973.10.26. 8면. 2023.09.20에 확인함.
61. ↑  “텔레비존·라디오프로”. 동아일보. 1973.10.31. 6면. 2023.09.20에 확인함. : "심혈사 김치양의 무리를 감시하던 호신은 발각되어 칼을 맞고 쓰러진다"
62. ↑  “TV 프로”. 조선일보. 1973.11.03. 8면. 2023.09.20에 확인함. : "개령군의 등극 소문에 김치양의 야심은 불타오르고 사수현 대량원군의 적소한 강감찬은..."
63. ↑  “TV 프로”. 조선일보. 1973.11.09. 8면. 2023.09.20에 확인함. :"천추태후 일각에서는 실의를 쫓기 위한 무리와 천추태후가 김치양을 추대하고 조정대신의 숙청음모가 함께 시작되는데..."
64. ↑  “TV 프로”. 조선일보. 1973.11.10. 8면. 2023.09.20에 확인함. : "감찬과 서희를 거세시키자는 태후의 청을 뿌리치는 목종. 감찬은 천추전으로 태후를 알현하고..."
65. ↑  “TV 프로”. 조선일보. 1973.11.14. 8면. 2023.09.20에 확인함. : "마침내 태후는 김치양을 합문사인의 벼슬에 앉히고 그 무리로 궁중인사가 개편되니 감찬은 삭탈관직을 당한다."
66. ↑  “TV 프로”. 조선일보. 1973.11.15. 8면. 2023.09.20에 확인함. : "감찬은 담담히 낙향을 결심하는데 김치양은 거드름을 피며 입궐한다. 문하시중 한언공은 산발하고 노구를 끌며..."
67. ↑  “텔리비전”. 경향신문. 1973.11.22. 8면. 2023.09.20에 확인함. : "목종은 침식을 전폐하고 술로 날을 지새우니...."
68. ↑  “텔리비전”. 경향신문. 1973.11.27. 8면. 2023.09.20에 확인함. : "강조에 현혹당한 동생을 책망하는 강감찬"
69. ↑  “텔레비전”. 경향신문. 1973.11.29. 8면. 2023.09.20에 확인함. : "태후가 김치양의 아이를 잉태했다는 놀라운 후문을 확인하고 강감찬은 등골이 오싹해진다."
70. 1 2  “TV프로”. 조선일보. 1973.12.01. 8면. 2023.09.20에 확인함. : "숲속마다 치양의 심복들이 잠복한 낡은 숭고사. 대량원군은 치양의 속셈을 알아채자..."
71. ↑  “텔리비전”. 매일경제. 1973.12.01. 8면. 2023.09.20에 확인함.
72. ↑  “텔레비존·라디오프로”. 동아일보. 1973.12.05. 8면. 2023.09.20에 확인함. : "형틀을 준비하고 독기를 품은 천추태후의 발치에서 원한과 통탄어린 눈빛으로 상소문도 울부짖던 한언공 대감은 끝내 숨을 거두니..."
73. ↑  “텔레비존·라디오프로”. 동아일보. 1973.12.05. 8면. 2023.09.20에 확인함. : "한언공 대감이 숨을 거두자 하늘도 우는 듯 천둥이 친다 그밤으로 입궐하라는 칙지가 감찬에게 내려지니..."
74. ↑  동아일보의 편성표에서는 51회가 아닌 50회라 표기한다.“텔레비존·라디오프로”. 동아일보. 1973.12.07. 8면. 2023.09.20에 확인함.
75. ↑  “텔레비존·라디오프로”. 동아일보. 1973.12.07. 8면. 2023.09.20에 확인함. : "생모 천추태후가 김치양과 불륜의 씨를 잉태한 기막힌 현실 속에 강감찬은..."
76. ↑  “텔리비전”. 경향신문. 1973.12.10. 8면. 2023.09.20에 확인함. : "감찬은 숭교사의 대량원군을 보호하는 한편 치양을 거세할 계책을 꾸미기 시작한다"
77. ↑  “텔리비전”. 경향신문. 1973.12.11. 8면. 2023.09.20에 확인함. : "대량원군 독살 계략이 탄로나자 치양의 자객과 정제는 필사의 혈투를 벌인다."
78. ↑  “텔레비존·라디오프로”. 동아일보. 1973.12.14. 8면. 2023.09.20에 확인함. : "치양 일당이 목종 침실에까지 침입, 협박하는 속에 감찬은 죽기를 결심하고 상감을 호위한다"
79. ↑  “텔레비존프로”. 동아일보. 1973.12.22. 6면. 2023.09.20에 확인함. : "거란이 40만 대군을 일으켜 강조의 죄를 물으니"
80. ↑  “TV프로”. 조선일보. 1973.12.23. 8면. 2023.09.20에 확인함. : "글안의 외침에 대급해진 궁중에서는 현종과 감찬이 강조의 거세를 뒤로 미루고 일치단결, 글안과 싸울 채비를 차린다..."
81. ↑  “텔리비전”. 매일경제. 1973.12.27. 8면. 2023.09.20에 확인함. : "거란과 일전을 겨누는 강감찬"
82. ↑  “年末(연말) 텔리비전 프로”. 경향신문. 1973.12.28. 8면. 2023.09.25에 확인함. : "삼수진에서 글안군의 예봉을 꺾어 승전을 올렸다는 강조의 장계를 받고 현종은 기뻐한다"
83. ↑  “텔리비전”. 매일경제. 1974.01.04. 8면. 2023.09.25에 확인함. : "감찬의 상주를 들어 현종은 나주로 파천하고 텅빈 성내에 패잔병과 시체만이..."
84. ↑  1월 7일에서 9일까지의 방송은 모두 5일까지 방영한 회차들의 줄거리가 반복된다. 참고용으로 편성표 내용을 덧붙이되 그후 방영은 재방영으로 간주하고 회차수에 포함시키지 않는다.
85. ↑  “텔리비전”. 경향신문. 1974.01.08. 6면. 2023.09.25에 확인함. : "나주로 파천한 현종은 척화론에 골치를 썩이는데 텅빈 개경 성내엔 시체만이 즐비하다"
86. ↑  “텔레비존프로”. 동아일보. 1974.01.09. 8면. 2023.09.25에 확인함. : "현종은 강감찬을 서북면 행영도통사로 삼아 북방경비를 강화하다가 글안의 재차 침입을 당한다"